# Silver City Bonanza
Silver City Bonanza è un film del 1951 diretto da George Blair e interpretato da Rex Allen, Buddy Ebsen e Mary Ellen Kay. È un film di genere western, prodotto negli statunitense.

## Produzione
Il film, diretto da George Blair su una sceneggiatura di Robert Creighton Williams, fu prodotto da Melville Tucker per la Republic Pictures e girato a Santa Clarita, a Big Bear Lake (San Bernardino National Forest) e nell'Iverson Ranch a Chatsworth, Los Angeles, California, da fine ottobre al 10 novembre 1950.

## Promozione
La tagline del film è: Rip-roaring round-up of action! music! thrills!.

## Distribuzione
Il film è stato distribuito negli Stati Uniti dal 1º marzo 1951 al cinema, dalla Republic Pictures. Nelle Filippine è stato distribuito dal 18 marzo 1952, mentre in Brasile è stato distribuito con il titolo di O Veio Misterioso.